# 雅尼娜·威斯勒
雅尼娜·娜塔莉·威斯勒（德語：Janine Natalie Wißler；1981年5月23日—），通称雅尼娜·威斯勒，是德国的一位政治家。她出生于西德黑森州朗根。2001年—2012年，在法兰克福大学学习政治学。2002年—2007年，在一家五金店当兼职销售员。2004年，参与创建劳动和社会公正—选举替代（2007年，并入左翼党）的黑森州分支。2008年—2021年，担任黑森州议会议员，并自2009年起领导黑森州议会的左翼党党团，自2014年起独立担任党团领导人。2021年—2024年，担任左翼党的联席主席之一。2021年至今，担任代表黑森州的联邦议院议员。她是托洛茨基主义组织马克思21和左翼党内的“社会主义左翼”派系的成员。